# Stefan Kofner
Stefan Kofner (* 1964 in Lank-Latum, jetzt Meerbusch) ist ein deutscher Wirtschaftswissenschaftler und Hochschullehrer im Bereich Wohnungs- und Immobilienwirtschaft.

## Biografie
Kofner wuchs in Meerbusch-Lank auf. Er hat neben deutschen auch polnische Vorfahren und ist mit einer polnischen Frau verheiratet. Sein Vater, der Kriminalbeamte Ernst Kofner junior, hat die kriminalpolizeilichen Ermittlungen für den dritten Majdanek-Prozeß vor dem Landgericht Düsseldorf (1975–1981) geleitet.
Stefan Kofner studierte nach dem Grundwehrdienst bei der Bundeswehr Volkswirtschaftslehre an der Universität zu Köln, wo er bis zum Jahr 1993 als wissenschaftlicher Mitarbeiter tätig war. Im Jahr 1994 wechselte er an das Leibniz-Institut für Wirtschaftsforschung Halle, 1996 an die Universität Leipzig.
Kofner ist seit dem Jahr 1997 Professor für Wohnungs- und Immobilienwirtschaft an der Hochschule Zittau/Görlitz und des daran angegliederten TRAWOS-Institutes, doziert aber auch für andere Bildungseinrichtungen (z. B. Sächsische Verwaltungs- und Wirtschaftsakademie und Kommunales Bildungswerk). Projektbezogen arbeitete er auch für das Sächsische Staatsministerium des Innern, den Landtag von Nordrhein-Westfalen und das BBSR. Ein Schwerpunktthema seiner Forschungsarbeit in den letzten Jahren war die kritische Beobachtung kapitalmarktorientierter Wohnungsunternehmen wie der Vonovia. Er ist bei zahlreichen parlamentarischen Anhörungen als Sachverständiger aufgetreten. Kofner war außerdem als Aufsichtsratsmitglied in der kommunalen Wohnungswirtschaft tätig.
In der Presse trat Kofner des Öfteren als Sachverständiger zu Fragen der Wohnungswirtschaft auf, wie beispielsweise bei der Zeit, dem Stern und dem Tagesspiegel.
Er ist Mitglied des Chartered Institute of Housing und des Deutschen Verbands für Wohnungswesen, Städtebau und Raumordnung.
Kofner hat zahlreiche wissenschaftliche und allgemeinwirtschaftliche Publikationen verfasst.

## Politische Tätigkeit
Mitte der 1990er Jahre war Kofner kurzzeitig Mitglied der CDU.
Kofner trat im Jahr 2006 in die SPD ein, hatte aber bereits in den 1990er Jahren Konferenzreader zu bau- und wohnungspolitischen Themen für die SPD-nahe Friedrich-Ebert-Stiftung verfasst.
Im Jahr 2008 kandidierte Kofner für das Amt des Landrats des Landkreises Görlitz für die SPD. Aufgrund des für ihn schlechten Wahlergebnisses im ersten Wahlgang zog er die Kandidatur zum zweiten Wahlgang zurück.

## Publikationen
- The German Pfandbrief system facing the financial crisis
- The Private Rental Sector in Germany
- Zukunftsperspektiven der deutschen Bauwirtschaft, Forschungsinstitut der Friedrich-Ebert-Stiftung, Bonn 1998, ISBN 978-3-86077-734-3.
- Wohnungsmarkt und Wohnungswirtschaft, Oldenbourg, München/Wien 2004, ISBN 978-3-486-57605-4.
- Die Hypotheken- und Finanzmarktkrise, Knapp, Frankfurt am Main 2009, ISBN 978-3-8314-1232-7.
- Grundzüge der Wohnungsbaupolitik. Immobilienwirtschaft, 3. Auflage, Service-Agentur des HDL, 2012, ISBN 978-3-86946-116-8.
- Investitionsrechnung für Immobilien, 5., aktualisierte Auflage, Haufe, Freiburg/München/Stuttgart 2019, ISBN 978-3-648-12705-6.
- Gemeinsinn und Pflicht. Der Kommunitarismus als Fundament für eine neue Wirtschaftsordnung, Manuscriptum, Lüdinghausen 2021, ISBN 978-3-948075-55-2.